# Huevos a lo bestia

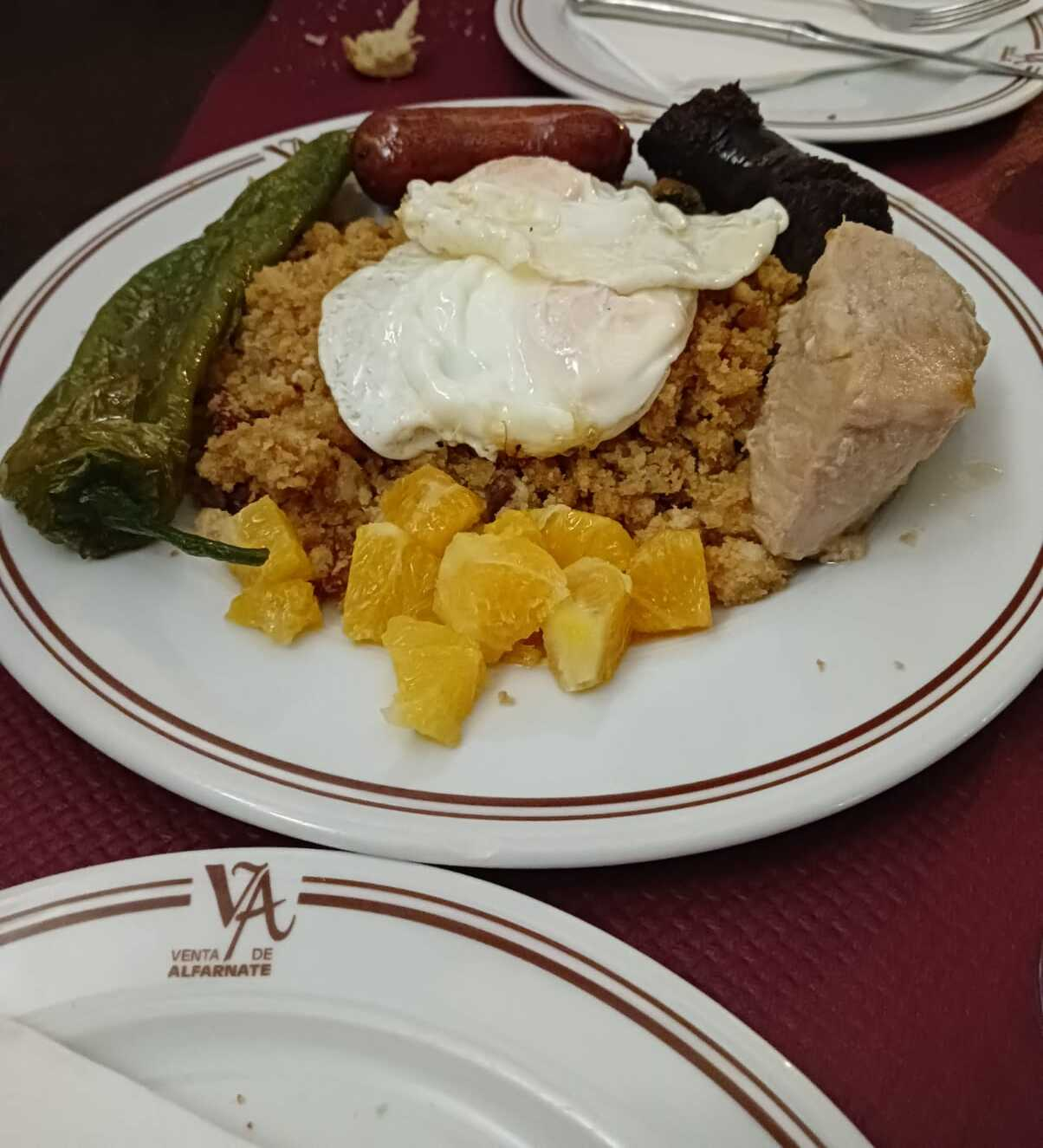
Plato de huevos a lo bestia

Los huevos a lo bestia son un plato combinado propio de la gastronomía de Málaga, especialmente de los Montes de Málaga, donde se sirve particularmente en ventas de carretera en otoño e invierno. Los huevos a lo bestia constan de huevos, pan cateto, manteca, ajo, lomo de cerdo, morcilla, chorizo y aceitunas.

## Historia
Originariamente llamado «huevos de los montes», parece ser que el nombre actual se popularizó en la Venta de Alfarnate, situada en la carretera de Málaga a Granada, lugar significativo en la historia del bandolerismo andaluz. En esta venta se organizaban concursos de comer huevos a los bestia, a veces preparados con huevos de avestruz.